# Dronero
Dronero é uma comuna italiana da região do Piemonte, província de Cuneo, com cerca de 7.007 habitantes. Estende-se por uma área de 58 km², tendo uma densidade populacional de 121 hab/km². Faz fronteira com Busca, Caraglio, Cartignano, Castelmagno, Montemale di Cuneo, Monterosso Grana, Pradleves, Roccabruna, San Damiano Macra, Villar San Costanzo.

## Demografia
| Variação demográfica do município entre 1861 e 2011                               |
|                                                                                   |
| Fonte: Istituto Nazionale di Statistica (ISTAT) - Elaboração gráfica da Wikipedia |